# Klášter Alpirsbach
Klášter Alpirsbach je bývalý benediktinský klášter v německé obci Alpirsbach v Bádensku-Württembersku.
Byl založen roku 1095 hrabětem Adalbertem ze Zollernu a osazen mnichy ze St. Blasien, kteří zde na počátku 12. století nechali postavit trojlodní baziliku. Fojtství držela postupně hrabata ze Zollernu, vévodové z Tecku a hrabata z Württemberga. Klášter byl zrušen roku 1535 a budovy se zachovaly do současné doby.